# Реймс
Реймс (фр. Reims МФА: [ʁɛ̃s]о файле) — город и коммуна на северо-востоке Франции, расположенный в департаменте Марна в регионе Гранд-Эст. Вплоть до 2016 года, даты земельной реформы во Франции, входил в регион Шампань — Арденны, где был самым многонаселённым городом, не являясь при этом ни префектурой департамента, ни столицей региона (ею был город Шалон-ан-Шампань). Насчитывая 183 113 жителей по состоянию на 2016 год, Реймс является двенадцатым по численности городом во Франции.
Реймс называют «городом коронаций» или «городом королей», поскольку на месте, где позже был возведён Реймсский собор, апостол франков Святой Ремигий крестил короля Хлодвига I и там же впоследствии, на протяжении более десяти столетий, короновалось множество королей Франции, начиная с Людовика I Благочестивого в 816 году и вплоть до Карла X в 1825 году. Помимо кафедрального собора, достоянием Реймса считаются важные исторические достопримечательности и городские фасады в стиле ар-деко; кроме того, город знаменит разнообразными культурными мероприятиями. Реймс включён в национальный список французских Городов искусств и истории, и на его территории расположены четыре объекта, которые ЮНЕСКО включила в Список объектов всемирного наследия.
Игристое шампанское, способ производства которого был открыт в Средние века, является историческим преимуществом экономики Реймса. Город располагается у западной границы района известняковых почв Шампани, на равнине, на правом берегу реки Вель (приток реки Эна). Наряду с этим, город очень выгодно расположен у кромки Парижского бассейна, на пересечении транспортных маршрутов Париж—Страсбург и Северное море—Средиземное море, при этом в непосредственной близости от Германии, Бельгии и Люксембурга.

## Физико-географическая характеристика

### Местоположение
Реймс находится в границах так называемого Большого востока Франции, на северо-западе департамента Марна и на западе региона Шампань — Арденны. Город расположен между Парижем и Германией, на южных границах так называемого европейского мегалополиса.
Реймс находится на расстоянии примерно 130 км от Парижа, 157 км от Меца, 168 км от Лилля и в 282 км от Страсбурга. В рамках региона, Реймс находится на расстоянии 25 км от города Эперне, в 107 км от города Труа, в 41 км на северо-западе от Шалон-ан-Шампань и в 75 км на юго-западе от Шарлевиль-Мезьер.

### Климат
Согласно классификации Кёппена, климат Реймса «умеренно тёплый с равномерным увлажнением» (Cfb). Атмосферный воздух тёплый и влажный, зимы иногда могут иметь резкий характер, лето обычно сухое, но иногда с грозами. Объём инсоляции составляет 1705 часов в год и приходится, главным образом, на летние месяцы. Годовой объём осадков оценивается в 604 мм, за год наблюдается в среднем 122 дождливых дня. Во время знаменитого европейского жаркого лета 2003 года в Реймсе 13 августа была зарегистрирована минимальная суточная температура 21,3 °C, а 12 августа рекорд максимальной температуры составил 39,3 °C. Первый показатель был превышен 20 августа 2009 года, когда минимальная суточная температура составила 21,9 °C. Рекордные значения по уровню осадков были зафиксированы 4 июля 2006 года — 69,2 мм осадков и 24 мая 2007 года — 57,8 мм.
| Показатель                    | Янв.  | Фев.  | Март  | Апр. | Май  | Июнь | Июль | Авг. | Сен. | Окт. | Нояб. | Дек.  | Год   |
| ----------------------------- | ----- | ----- | ----- | ---- | ---- | ---- | ---- | ---- | ---- | ---- | ----- | ----- | ----- |
| Абсолютный максимум, °C       | 16,6  | 21,6  | 24,0  | 29,4 | 31,7 | 35,4 | 37,7 | 37,3 | 33,0 | 27,5 | 20,0  | 16,7  | 37,7  |
| Средний суточный максимум, °C | 4,9   | 6,9   | 10,2  | 13,9 | 18,1 | 21,4 | 23,8 | 23,4 | 20,3 | 15,4 | 9,2   | 5,9   | 14,5  |
| Средняя температура, °C       | 2,3   | 3,4   | 6,0   | 8,9  | 12,7 | 15,9 | 17,9 | 17,7 | 14,9 | 11,0 | 6,0   | 3,2   | 10,0  |
| Средний суточный минимум, °C  | −0,4  | −0,1  | 1,8   | 3,8  | 7,3  | 10,4 | 12,0 | 11,9 | 9,5  | 6,6  | 2,8   | 0,5   | 5,5   |
| Абсолютный минимум, °C        | −22,3 | −19,9 | −10,8 | −5,5 | −2,1 | −0,4 | 3,1  | 2,0  | −0,7 | −6,6 | −11,5 | −19,6 | −22,3 |
| Норма осадков, мм             | 43,6  | 42,2  | 50,8  | 43,4 | 59,8 | 58,8 | 52,2 | 49,4 | 49,5 | 51,5 | 53,1  | 49,8  | 604,1 |
| Источник: Infoclimat          |       |       |       |      |      |      |      |      |      |      |       |       |       |

## История

### Район Реймса в доисторический период
Первые следы присутствия человека в районе Реймса восходят к эпохам неолита и медного века (конец III тысячелетия до нашей эры). В этих краях при раскопках были обнаружены урны периода бронзового века. В долине реки Вель обнаружены признаки очень плотного населения в период железного века. При этом на месте, где сейчас фактически находится Реймс, обнаружено крайне мало следов существования человека, датируемых теми эпохами.

### Античная история

#### Дурокортер, оппидум ремов
Оппидум «Древнего Реймса», располагавшийся на территории современных коммун Варикур и Конде-сюр-Сюип в Пикардии, считался главным поселением племени ремов. Однако к 80 году до нашей эры в ходе сооружения оппидума Дурокортер (Durocorter) его переместили на земли, где впоследствии будет основан Реймс. Название Дурокортер на кельтском наречии означает «круглая крепость». По другим источникам, название происходит от галльских слов dure («башня» или «вода») и cort («хутор»), означая «хутор у воды или возле башни». Его топонимом, согласно Запискам о Галльской войне Юлия Цезаря, стало название Дурокортор (лат. Durocortorum), а согласно греческому историку Страбону — Дурикортора (др.-греч. Δουρικορτόρα).
В наши дни не имеется данных, позволяющих понять, что представлял собой Дурокортер до пришествия римлян, поскольку галльский язык передавался только устно. Однако известно, что он считался «последним цивилизованным городом» в северном направлении.

#### Ремы и римляне

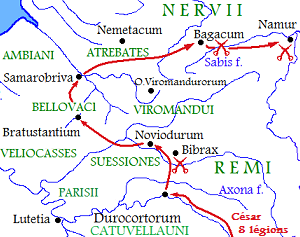
Земли ремов (REMI) во время битвы на Аксоне в 57 году до н. э.

В ответ на приближение армий Юлия Цезаря к Галлии племена белгов объединились, чтобы отразить это вторжение. Ремы решили не входить в эту коалицию и стали союзниками римлян. Они выслали навстречу римлянам двух делегатов для ведения переговоров, снабдив их богатыми дарами. Ремы попытались убедить последовать за собой своих «собратьев» суессионов, с которыми они имели общую систему управления и законодательства, однако эти попытки оказались безуспешными. В 57 году до нашей эры белги напали на оппидум ремов Бибракс («Древний Лан»). Войска римлян пришли на помощь своим союзникам, и белги были обращены в бегство. В дальнейшем племя суессионов было подчинено ремам. В этот период территории ремов простирались от реки Сены до рек Марны и Мааса.
В 53 году до нашей эры Цезарь созвал concilium Galliae в Durocortorum для осуждения заговора племён сенонов и карнутов. Ремы сохраняли верность Риму на всём протяжении галльских войн, а римляне считали Durocortorum союзным городом, сохраняя его независимость. Взамен альянса с Римом город получил привилегии сохранить своё законодательство, религию и систему управления. При Октавиане Августе территория ремов была включена в провинцию Бельгика, а Durocortorum стал её столицей.
Во времена поздней Римской империи была возведена защитная городская стена, и площадь города внутри крепостной стены стала существенно меньше (35 га). Два вторжения германских племён — в 357 году и в 366 году — были отражены ещё до того, как неприятель достигал Реймса. Однако в 406 году вандалы захватили город и разграбили его. Жители города пытались укрыться в христианской церкви, и на её пороге был обезглавлен епископ святой Никасий. В 451 году город подвергся нападению гуннов.

### Период Средневековья

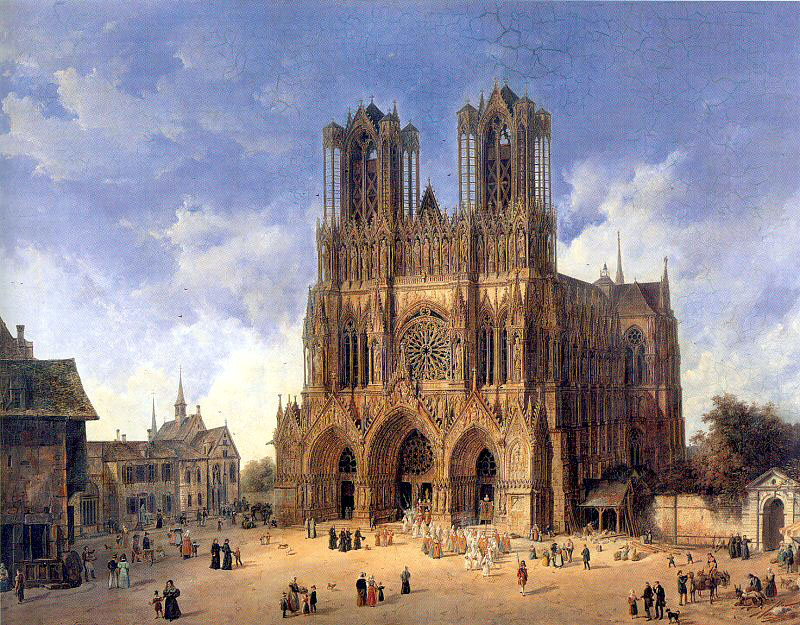
Реймсский собор в начале XIX века

Христианство укрепилось здесь в середине III века, первые проповеди были сделаны ещё епископом Сикстом, а первый христианский собор был воздвигнут в IV веке. Но только в V веке появилась церковь на том месте, которое сейчас занимает храм, рядом с комплексом строений епископата.
Святой Ремигий также способствовал укреплению христианства на землях ремов в V и VI столетиях. В качестве епископа Реймса он вёл переговоры о подчинении Реймса Хлодвигу I, на том месте, где сейчас находится церковь Святого Никасия. В один из рождественских дней между 496 и 506 годами, Хлодвиг был крещён Святым Ремигием в кафедральном соборе Реймса. Традиционно принято считать, что крещение произошло 25 декабря 496 года, однако согласно новым исследованиям, более вероятно, что это событие имело место в 498 или 499 году. Согласно Григорию Турскому, в тот же день прошли крещение 3000 воинов франков. По легенде, Святой Ремигий совершил помазание Хлодвига миром из Святой Стеклянницы, которую ему принёс ангел в образе голубя. Именно в соответствии с этой процедурой обращения в христианство короля франков все короли Франции начиная с Людовика VII и заканчивая Карлом X, исключая только Генриха IV, проходили церемонию коронации в Реймсе, которую вёл, как правило, архиепископ города.
В эпоху меровингов Реймс являлся одной из двух столиц Австразии, однако в 511 году король Теодорих I окончательно разместил свой двор в Меце, в силу его более центрального расположения.
В 719 году Реймс сильно пострадал от нашествия майордома Карла Мартелла; были разрушены многие памятники, свидетельствовавшие о величии и благополучии Реймса в галло-римскую эпоху.
В 804 году Карл Великий встретился здесь с папой римским Львом III.
В 1000 году архиепископ Реймса, Герберт Орильякский, был избран папой римским под именем Сильвестр II.
В 1143 году город добивается некоторых льгот, которые вскоре у него отберут обратно.

#### Появление городского совета
Городской совет в Реймсе появился во времена Столетней войны. После поражения французов в битве при Креси в 1346 году, а также после поражения при Пуатье в 1356, и взятия в плен короля Иоанна II, на всей территории Франции воцарилась глубокая растерянность. Все состоятельные города королевства были объяты страхом и озаботились своей обороной. Для большей защиты стали формировать городские учреждения. В Труа, например, в 1358 году жители сформировали единое муниципальное правительство.
Реймс тоже следовал за этим движением. По мнению П. Варена, открылся новый период истории города, поскольку рядом с эшевенами появился второй управляющий орган, городской совет.
В июне 1358 года жители Реймса назвали 6 почётных горожан, которые получали право управлять городом. 9 сентября 1358 года в послании регенту королевства было подтверждено это событие и были признаны избранные народом администраторы.
Столетняя война обеспечила постоянство существования городских советов, вплоть до наших дней. Главной задачей городского совета поначалу была только защита города. В то время в городском совете ещё не существовало организационного дробления на департаменты, но несмотря на это в период Столетней войны зародился авторитет городского совета — с ним начали считаться.

### Эпоха Возрождения
По окончании Столетней войны в городе начались большие строительные работы по ремонту пояса городских укреплений.
Начало движения Реформации в Реймсе отмечается в 1559 году, когда шато друзей стали аренами ссор, возникавших во время публичных собраний; в Реймс приехал знаменитый тогда Теодор Беза. Давление Католической лиги было очень значительным вследствие участия дома Гизов, который был весьма влиятелен в этих краях благодаря архиепископу Реймсскому Карлу Лотарингскому. Они способствовали укреплению благочестия в соответствии с постановлением Тридентского собора.
В 1547 году папа римский Павел III дал своё согласие на образование Реймсского университета, который был открыт в 1548 году кардиналом Лотарингии, получившим согласие короля; также был открыт колледж (фр. collège des Bons enfants), где начинали обучение с художественного образования, затем обучали теологии, а затем праву и медицине; в 1567 году была открыта духовная семинария. Иезуиты также имели в Реймсе образовательные учреждения.
В 1562 году после Резни в Масси начался новый период противостояния между католиками и протестантами. Даже несмотря на то что вооружённые столкновения были редки, войска, грабившие Шампань, вынуждали граждан скрываться за городскими стенами. Католическая лига усиливает своё влияние над городом под действием Луи Лотарингского и Антуана де Сен-Поля, при этом Шалон, под руководством Иоахима де Дентевиля, сохраняет верность королю Генриху III. Однако Реймс в итоге перешёл в подчинение Генриху IV, который, надо заметить, прошёл церемонию коронации в Шартре, а Замок у Марсовых ворот был разрушен, поскольку являлся символом Католической лиги. Одно за другим следовали волнения, поднимаемые принцами Седана и герцогами Лотарингии, вплоть до заключения Ливерденского соглашения в 1632 году.
Война с Испанией и последующая за ней фронда вызвали новую волну опустошивших Шампань беспорядков, но городское ополчение могло защитить от потери жизни, но не от нищеты. Коронация Людовика XIV вселила во французов надежду, которая стала ещё более прочной после заключения Пиренейского мира в 1659 году.
В это время город получил дополнительное пространство, и в Реймсе развернулись крупные строительные кампании — с 1757 года строится королевская площадь благодаря усилиям инженеров Даниэль-Шарля Трюдена и Жан-Габриеля Лежандра, в 1627 году открывается здание мэрии. Другими чарующими сооружениями Реймса стали Дворец архиепископов, построенный в 1498 году, и Колледж иезуитов.
Реймс привлекал иностранных торговцев своими четырьмя ярмарками, из которых самой знаменитой была Пасхальная ярмарка на площади Кутюр (сейчас фр. Place Drouet d'Erlon), где торговали кожей, шерстью, льном, пенькой (на чём сделала своё состояние семья Кольбер).

### Великая французская революция
Университет Реймса являлся крупным центром подготовки людей новой формации. Из его стен вышли Бриссо, Кутон, Дантон, Петион, Приер из Марны, Сен-Жюст. В университете открывались новые курсы лекций, к примеру по математике в 1745 году, по рисунку в 1748 году в здании мэрии, курс по родоразрешению в 1774 году и анатомии в 1779 году доктора Робена и курс лекций по химии Пилатра де Розье в 1780 году.

Депутаты от Реймса, направленные бальяжем, в силу своей горячности не были склонны к компромиссам. В Реймсе не проходили какие-либо значимые события Великой французской революции, здесь отмечалась большая нехватка продуктов, из-за которой 11 марта 1789 года вспыхнул голодный бунт, затем зимой 1793/1794 года здесь проводились крупные реквизиции и были пойманы спекулянты, а следующую зиму не пережили около трети горожан из бедных слоёв. Согласно декрету о церковной собственности религиозные здания были выставлены на продажу и Реймсский собор был превращён в склад фуражных кормов. Святая Стеклянница была уничтожена, а мощи Святого Ремигия были публично преданы огню на городской площади. Конституционный кюре Жюль-Арман Серен обманным путём смог спасти часть этой реликвии.
Сентябрьские убийства унесли жизни девяти жителей Реймса, которых казнили 3 сентября 1792 года парижские добровольцы, присоединившиеся к революционным войскам в прусской военной кампании.
Во время Революции гильотина в Реймсе работала четыре раза.

### XX столетие
Начало XX века было отмечено важными достижениями в воздухоплавании, которые сделали из Реймса колыбель мировой авиации. Некоторые из следующих событий были устроены на равнине к северу от Реймса, где в наше время расположена Авиабаза 112 Реймс—Шампань:
- 21 сентября 1901 года, на плацу длиной 1350 метров и шириной 800 метров состоялась торжественная церемония закрытия больших восточных манёвров, на которой российский царь Николай II, в присутствии президента французской республики Эмиля Лубе, устроил смотр войск — немногим более 100000 человек.
- Первый в мировой истории авиаперелёт выполнил Анри Фарман 30 октября 1908 года на участке между пригородом Шалон-ан-Шампань и Реймсом (27 километров), первая Большая неделя авиации в Шампани, прошедшая с 22 по 29 августа 1909 года (первая международная встреча авиаторов), вторая Большая неделя авиации в Шампани, прошедшая в июле 1910 года, соревнование военных аэропланов в Реймсе в октябре и ноябре 1911 года (ещё одна мировая премьера), а также Международный кубок скоростной авиации Gordon-Benett, прошедший с 27 по 29 сентября 1913 года, на котором рекорд скорости установил Прево из Реймса — 203 километра в час.

Гарнизон Реймса, значительно увеличенный в конце XIX столетия, служил местом расквартирования множества воинских частей. В XX веке гарнизон насчитывал примерно несколько тысяч солдат, размещённых в многочисленных казармах: казарма Кольбера, казарма Жанны д’Арк, казарма Нёвшатель. В 2009 году всерьёз рассматривалась возможность сноса единственной оставшейся казармы Кольбера (недействующей), однако сносу воспротивились многие жители Реймса.

#### Первая мировая война

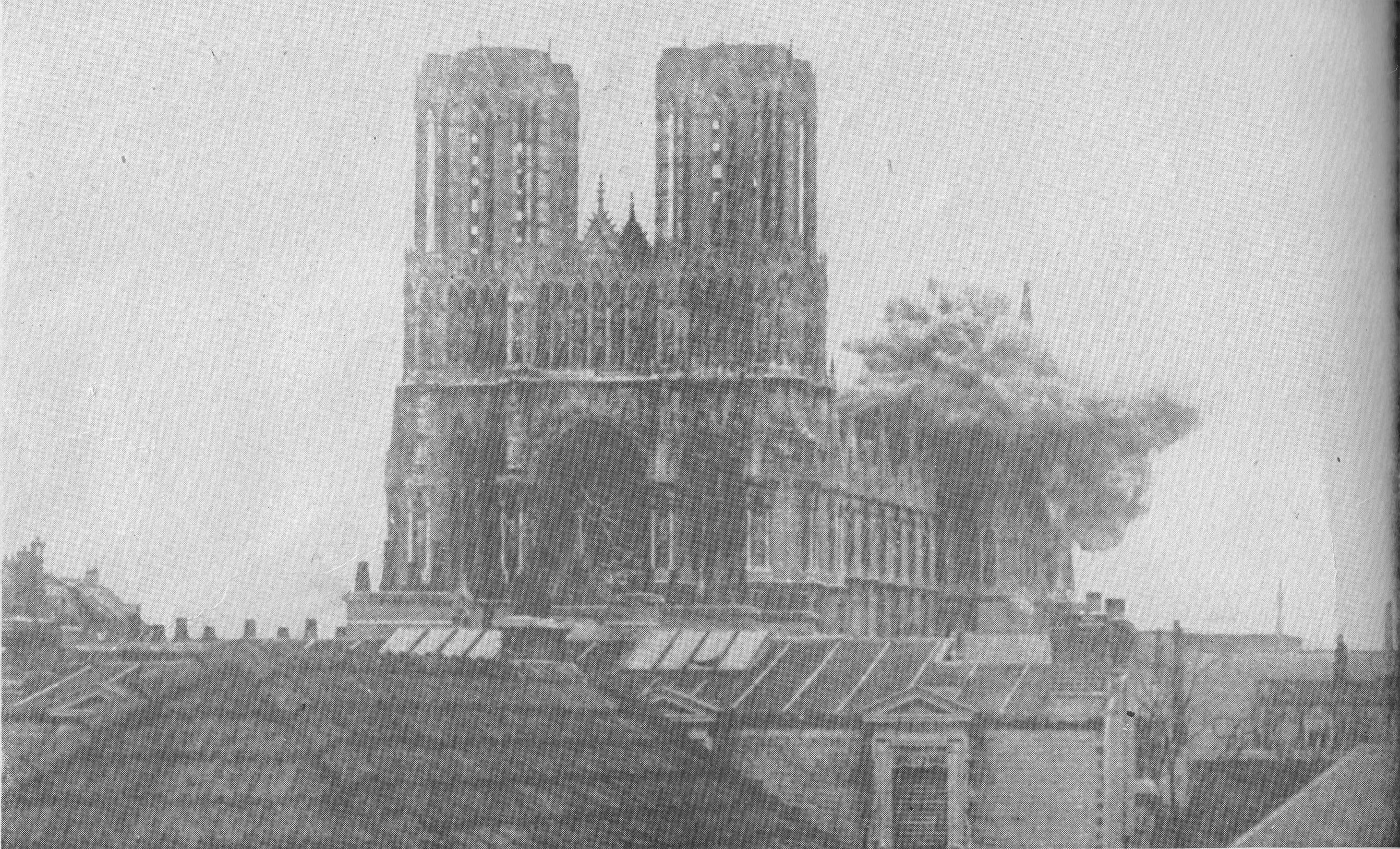
Артиллерийский обстрел Реймсского собора в сентябре 1914 года

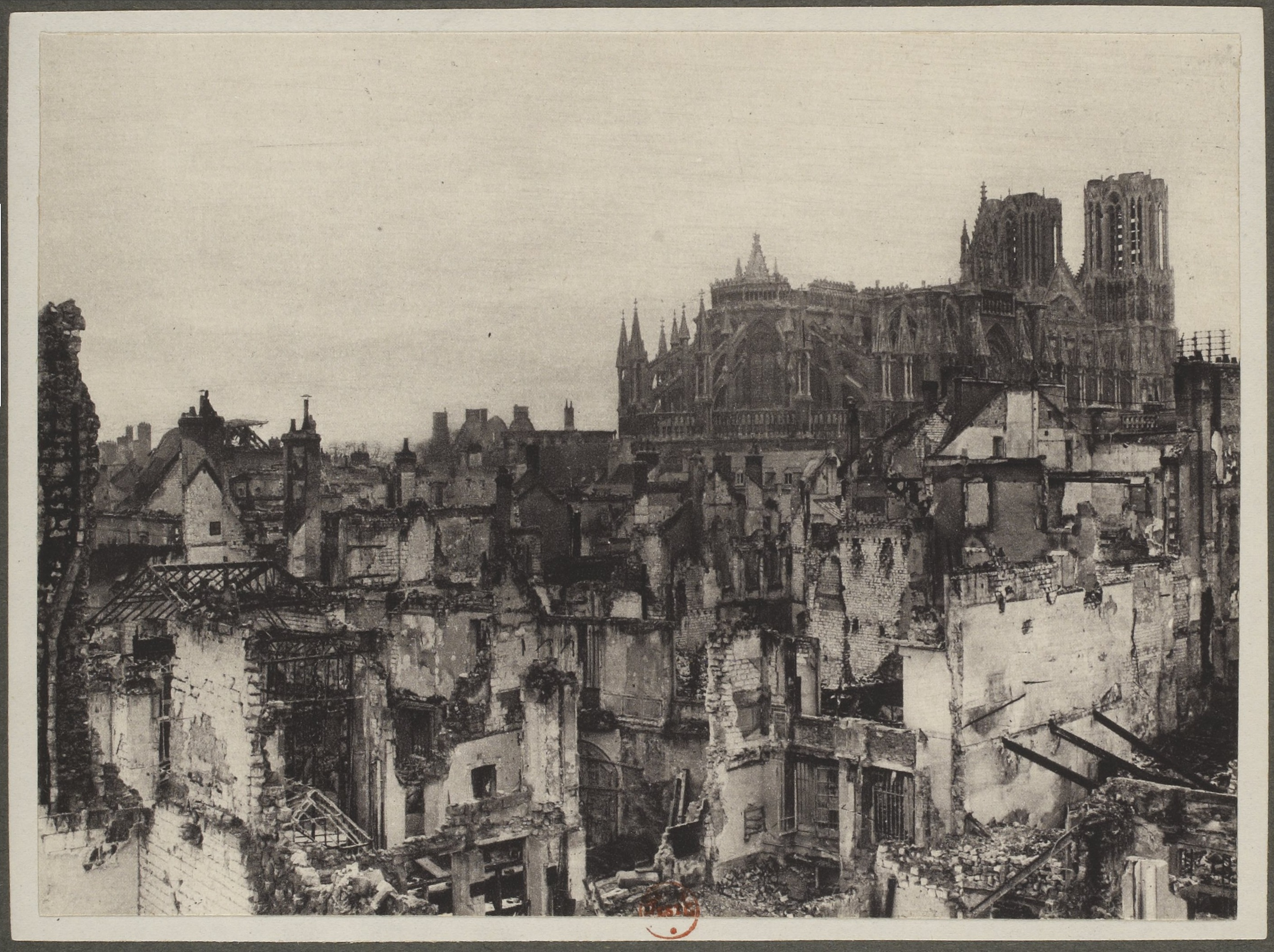
Реймс в 1916 году

Значительная часть Реймса была разрушена в годы Первой мировой войны. С 4 сентября 1914 года Реймсский собор подвергался артиллерийскому обстрелу. В этот день немцы вошли в Реймс и оккупировали его вплоть до 13 сентября. В эти дни на памятник обрушивались уже французские снаряды. Французы вернули город себе после Первой битвы на Марне. Самые ожесточённые артиллерийские обстрелы, на этот раз немецкие, проходили с 17 по 19 сентября. Строительные леса, установленные для восстановления северной башни фасада, отчасти стали причиной воспламенения кровли большого нефа и апсиды. Многочисленные витражи и скульптуры сгорели дотла. Пострадала и одна из самых известных скульптур Реймсского собора, «улыбающийся ангел»: свалившаяся на него балка отбила ему голову. Изображение изуродованного ангела, ярко свидетельствующее о вандализме немцев, стало мощным орудием антинемецкой пропаганды, а сама скульптура превратилась в один из символов города.
Реймсский собор ещё больше пострадал в ходе дальнейших немецких обстрелов, длившихся вплоть до 1918 года. На него упало в общей сложности 300 снарядов. К окончанию войны в соборе уцелели после обстрелов только главные строительные конструкции.
Помимо артиллерийских обстрелов Реймс подвергался постоянным воздушным налётам. Спасаясь от немецких бомб, жители вынуждены были прятаться в подвалах, катакомбах и даже в винных погребах. Страдал город и от немецких химических атак. В октябре 1915 г. в результате газовой атаки на французские позиции, находящиеся недалеко от Реймса, ядовитое облако дошло до города и вызвало отравление среди горожан.
К завершению войны город был разрушен более чем на 60 %, подобно своему кафедральному собору, а остались в нём не более 1500 человек. Реймс, «мученический город» (фр. ville martyre), в ту эпоху стал символом всей Франции.

#### Восстановление города между двумя войнами
После войны в обществе развернулись широкие дебаты, стоит ли сохранять следы военных разрушений. Самые ожесточённые дискуссии были вокруг Реймсского кафедрального собора. Часть горожан желала оставить собор в разрушенном виде, чтобы увековечить память об ужасах войны, другая часть общества хотела восстановить памятник. Победило второе мнение, и реконструкция была доверена архитектору Анри Денё. После 20 лет восстановительных работ собор был повторно освящён 18 октября 1937 года кардиналом и архиепископом Реймса Эммануэлем Сюаром, в присутствии Президента республики Альбера Лебрена. Реставрация стала возможной во многом благодаря американским пожертвованиям, среди которых были фонды Карнеги и Рокфеллера.
В 1920-х годах Реймс становится очагом важного литературного движения Большая игра (фр. Le Grand Jeu), которое вдохновляли Рене Домаль и Роже Жильбер-Леконт.
В городе в то время уже имелось множество культурно-развлекательных учреждений, среди которых было 7 кинотеатров, 2 кабаре; концерты регулярно устраивались в беседке парка Patte d’Oie. В Большом театре Реймса ставились оперетты и прочие постановки.

#### Вторая мировая война

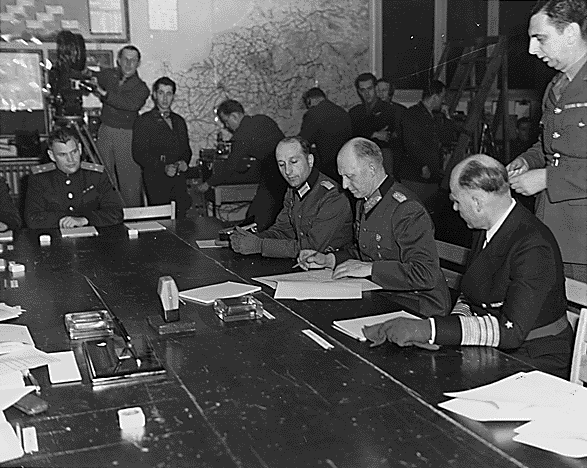
Капитуляция Германии 07 мая 1945 года

11 июня 1940 года в Реймс вошли немецкие войска. Это были подразделения 45-й пехотной дивизии вермахта. Вместе с оккупацией в город пришли реквизиции, карточная система распределения продуктов, аресты и расстрелы горожан. После того как Реймс оказался под контролем нацистов, необычные запреты поразили умы горожан; например, запрет на ловлю голубей силками, запрет ношения оружия, запрет гуманитарной деятельности в отношении евреев, запрет хождения по тротуару двоим в ряд.
30 августа 1944 года в Реймс вошли войска союзников; после освобождения города генерал Эйзенхауэр расположил в Реймсе свой штаб. В Реймсе в зале технического колледжа (сейчас — Лицей Рузвельта) немецким генералом Йодлем был подписан Предварительный протокол о капитуляции Германии (7 мая 1945 года, в 2 часа 41 минуту), в котором германское верховное командование обязалось немедленно отдать приказ армии и флоту прекратить активные боевые действия 8 мая с 23 часов 01 минуты по центральноевропейскому времени и остаться на позициях, занимаемых к этому моменту. Эта дата является датой окончания боевых действий в Европе. На следующий день, 8 мая 1945 года, по требованию Советского Союза состоялось второе подписание Акта о капитуляции в Берлине генерал-фельдмаршалом Вильгельмом Кейтелем. Эта дата является датой безоговорочной капитуляции германского режима.

#### После 1945 года
В послевоенный период в Реймсе, как и во многих других французских городах, были выполнены проекты по благоустройству города, самыми значимыми из которых были проекты по застройке рабочих кварталов, преимущественно в 1960—1970 годы (кварталы Wilson, Orgeval, Europe, Châtillons, Croix-Rouge и другие).
В 1962 году в знак франко-германского сближения Шарль де Голль и немецкий канцлер Конрад Аденауэр приняли участие в примирительной службе в Реймсском кафедральном соборе.
В 1977 году в Реймсе произошло столкновение между активистами профсоюзов ВКТ и ФКТ — правый боевик застрелил левого пикетчика. Это событие оказало существенное влияние на общенациональную политическую обстановку.
21 сентября 1996 года папа римский Иоанн Павел II посетил кафедральный собор Реймса в рамках празднования 1500-летия крещения Хлодвига I. На 112-й авиабазе он отслужил мессу, на которой присутствовали более 200 000 человек.

## Экономика
В Реймсе расположены штаб-квартиры крупнейших домов шампанских вин. Вызревание игристого вина происходит в многочисленных тоннелях и пустотах, расположенных под городом. Кроме этого, в городе базируется группа сельскохозяйственных кооперативов Vivescia.
Также в городе расположен крупный авиастроительный завод Reims Aviation, выпускающий легкомоторные самолёты специального назначения на базе двухмоторных Cessna 404 по заказу правительственных служб Франции и других стран Европейского союза.

### Транспорт и коммуникации
Реймс был построен на границе сосредоточения государственных органов власти Франции, централизованных в регионе Иль-де-Франс, у начала транспортных путей в Бельгию, Люксембург и далее в Германию.

#### Автомобильные магистрали
Реймс расположен на пересечении трёх автомагистралей:
- Трасса A26, также известная как «английское шоссе», которая является частью Большого парижского кольца, начинается в Кале и заканчивается в Труа;
- Трасса A4, «Восточная дорога», соединяющая Париж со Страсбургом и проходящая через Мец;
- Трасса A34, «Арденнская дорога», которая направляется в Шарлевиль-Мезьер и далее в Бельгию.

23 ноября 2010 года была введена в эксплуатацию южная объездная дорога.

#### Городской общественный транспорт

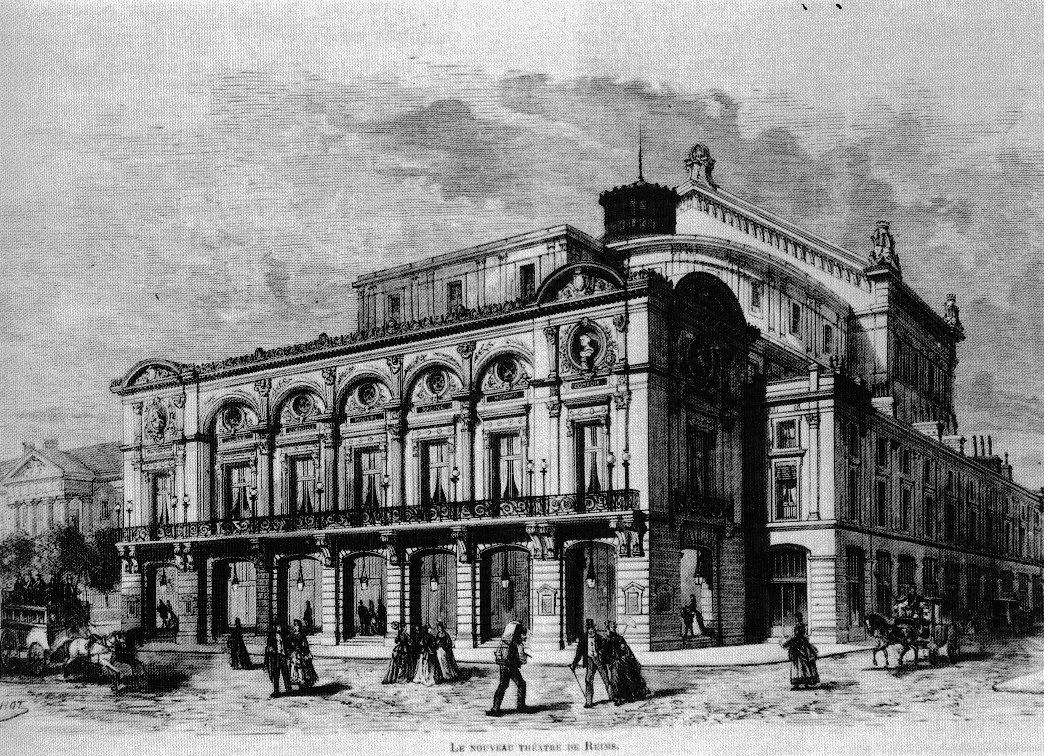
Омнибус в Реймсе напротив театра

Первый общественный транспорт в Реймсе появился в 1872 году при создании двух линий омнибуса на конной тяге, первая линия проходила с севера на юг, вторая — с востока на запад. Популярность такого транспорта вызвала последующее создание третьей линии. Тем не менее, начиная с 1881 года, этот городской транспорт стал уступать своё место трамваям на конной тяге, которые обслуживали четыре маршрута. Уже к 1890 году было обслужено три миллиона пассажиров, с учётом того, что общая численность населения Реймса тогда не превышала 100000 человек. На рубеже XX столетия на смену конной тяге пришёл электрифицированный трамвай. Разрушенная в годы Первой мировой войны трамвайная сеть была восстановлена в 1920 году. Первые автобусы появились в Реймсе в 1932 году, и они постепенно вытеснили трамваи. Последний рейс трамвая был отправлен 15 апреля 1939 года.

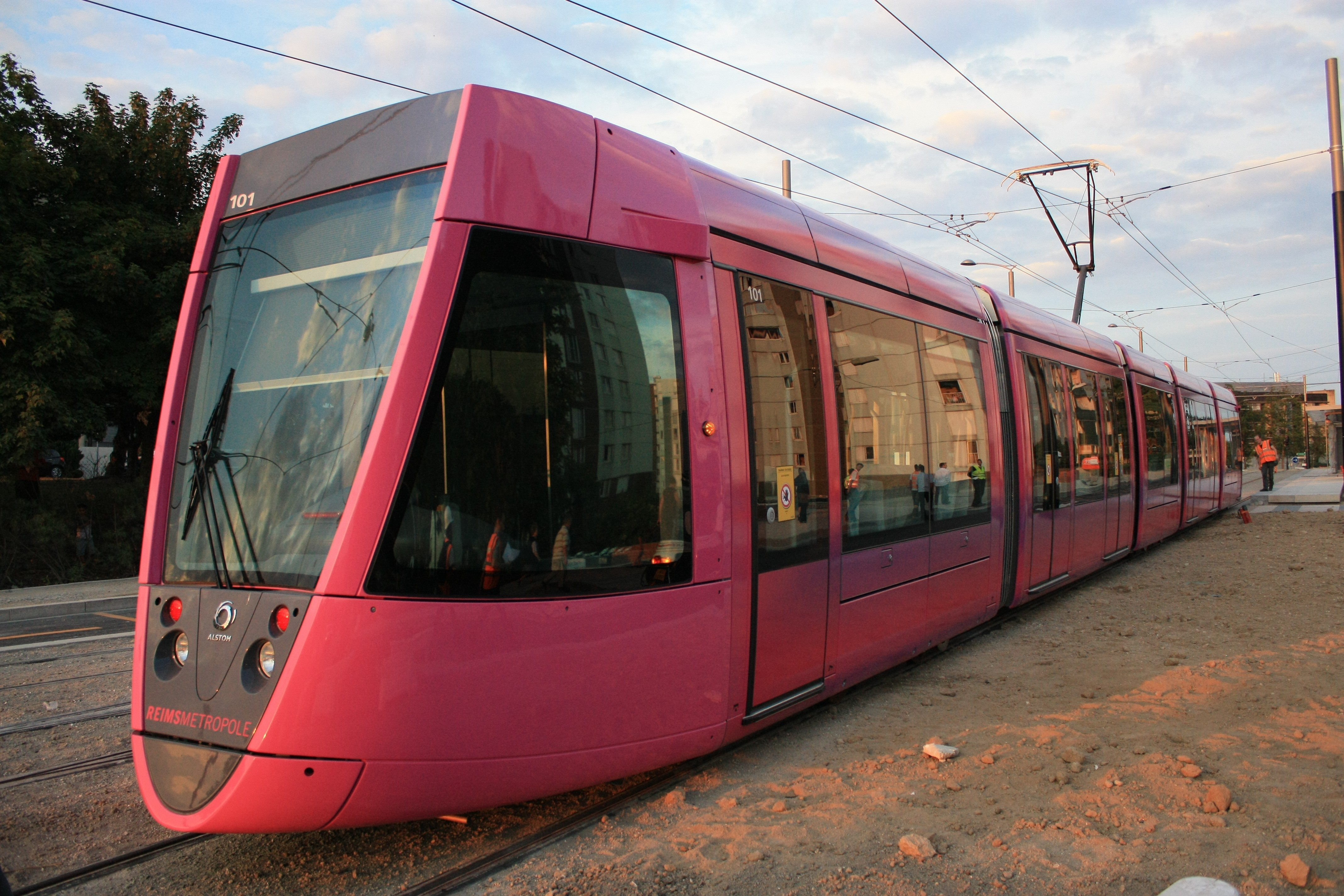
Трамвайный состав на испытаниях

В 1952 году транспортная компания Реймса сменила свой статус и стала называться Transports urbains de Reims. К 1975 году сеть маршрутов уже охватывала все районы агломерации Реймса: Бетени, Безанн, Кормонрей, Сен-Брис-Курсель и Тенкё. На протяжении второй половины XX века была модернизирована транспортная сеть и автобусный парк. В 2005 году 172 автобуса прошли расстояние 7,7 миллиона километров и обслужили более 30 миллионов поездок. В наши дни городская транспортная сеть известна под именем «Citura»; она имеет 23 дневных маршрута и 10 ночных маршрутов.
В 1980 году была предпринята неудачная попытка вернуть трамвайное движение в Реймс. Тем не менее, в 2011 году это событие всё-таки состоялось. Протяжённость трамвайной сети сейчас составляет 11,2 км; на двух линиях расположены 23 станции. Одна из линий соединяет центральный вокзал в исторической части Реймса и новый вокзал TGV в пригороде Безанн. Транспортную сеть Citura и трамвайные линии эксплуатирует в рамках модели государственно-частного партнёрства концессионное общество «Mobilité agglomération Rémoise» (MARS).

#### Железнодорожный транспорт

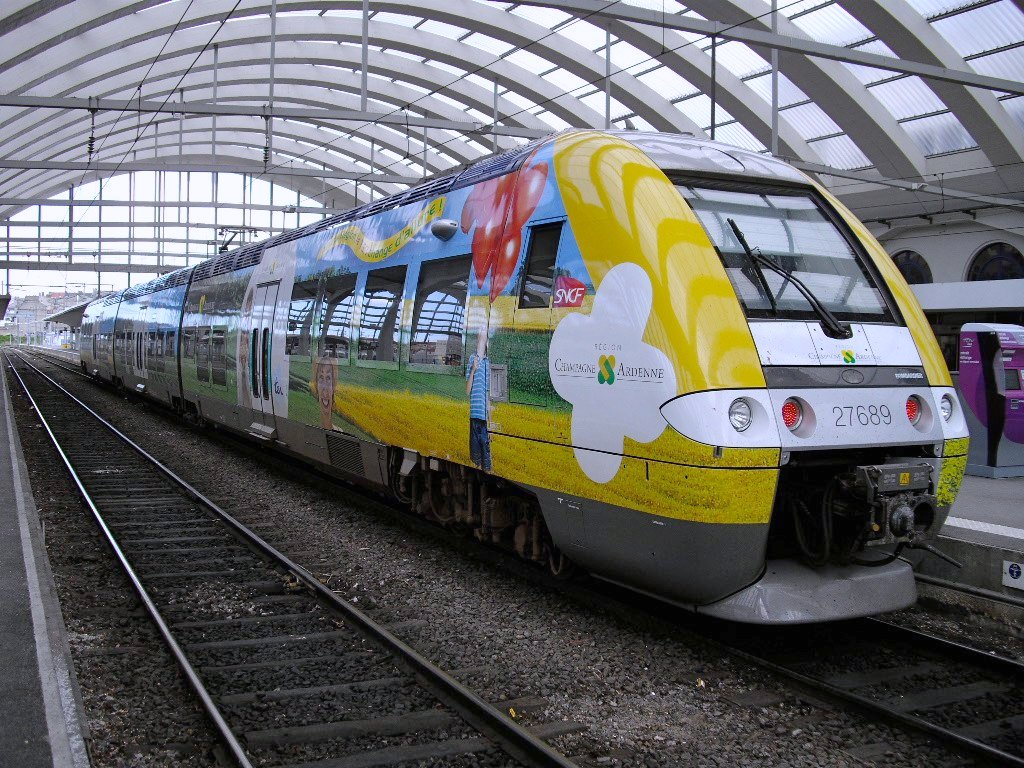
Состав TER на путях центрального вокзала в Реймсе

На территории города расположено три железнодорожных вокзала. Ранее всех других был построен центральный вокзал — в 1858 году. Пригородные поезда региональной сети TER Champagne-Ardenne и отчасти TER Picardie связывают Реймс с городами Амьен, Камбре, Шалон-ан-Шампань, Шарлевиль-Мезьер, Шато-Тьерри, Дижон, Эперне, Ла-Ферте-Милон, Мец и Седан. Отсутствует прямое железнодорожное сообщение со вторым по численности городом региона — Труа (чтобы путешествовать поездом между этими городами, потребуется сделать малоудобную пересадку в Кюльмоне или даже в Париже). Некоторые маршруты региональная сеть TER обслуживает междугородними автобусами. Начиная с 2007 года через Реймс проходит линия скоростных поездов TGV, благодаря которой время в пути между Реймсом и парижским Восточным вокзалом составляет 45 минут. Скоростные поезда TGV также останавливаются на вокзале «Шампань — Арденны TGV», расположенном в пригородном районе Безанн и соединённом с центром Реймса трамвайной линией B. Вокзал «Reims-Maison-Blanche» расположен рядом с городской больницей в квартале «Maison-Blanche». Третьим вокзалом считается новая железнодорожная платформа «Franchet-d’Esperey», введённая в эксплуатацию в октябре 2009 года, сооружение которой обошлось в 3,2 миллиона евро.

#### Воздушное сообщение
30 октября 1908 года Анри Фарман, на своём биплане Вуазен, выполнил первый в истории авиации междугородный перелёт. Авиатор за 20 минут преодолел расстояние в 27 км между Реймсом и военным лагерем в Шалон-ан-Шампань. Во второй половине XX века в северном пригороде Бетени был открыт первый в регионе гражданский аэропорт «Reims Champagne». Аэропорт имел неоднозначную историю и после нескольких попыток спасти его существование 30 июня 2006 года он был окончательно закрыт. С того момента единственным пассажирским аэропортом в регионе Шампань — Арденны остался аэропорт «Paris — Vatry», расположенный в 50 километрах от Реймса. Тем не менее, Реймс поддерживает аэродром «Reims — Prunay», расположенный на юго-востоке города.

## Образование
В городе действуют две медиатеки и ряд библиотек, из которых крупнейшая — библиотека Карнеги. Работают следующие образовательные учреждения: университет Шампань — Арденны (L’université de Reims Champagne-Ardenne), бизнес-школа, Институт пространственного планирования и окружающей среды в университете Реймса (L’IITBTP, Institut d’ingénieurs des techniques du bâtiment et des travaux publics), Высшая школа прикладной информатики (École supérieure en informatique appliquée), Высшая школа изобразительного искусства и дизайна (L'école supérieure d’art et de design).

## Спорт
- Stade de Reims — именитый когда-то клуб, неоднократный чемпион Франции по футболу. Начиная с сезона 2012/2013 клуб снова участвует во Французской Лиге 1.

## Историческое наследие и культурные мероприятия

### Архитектурные достопримечательности

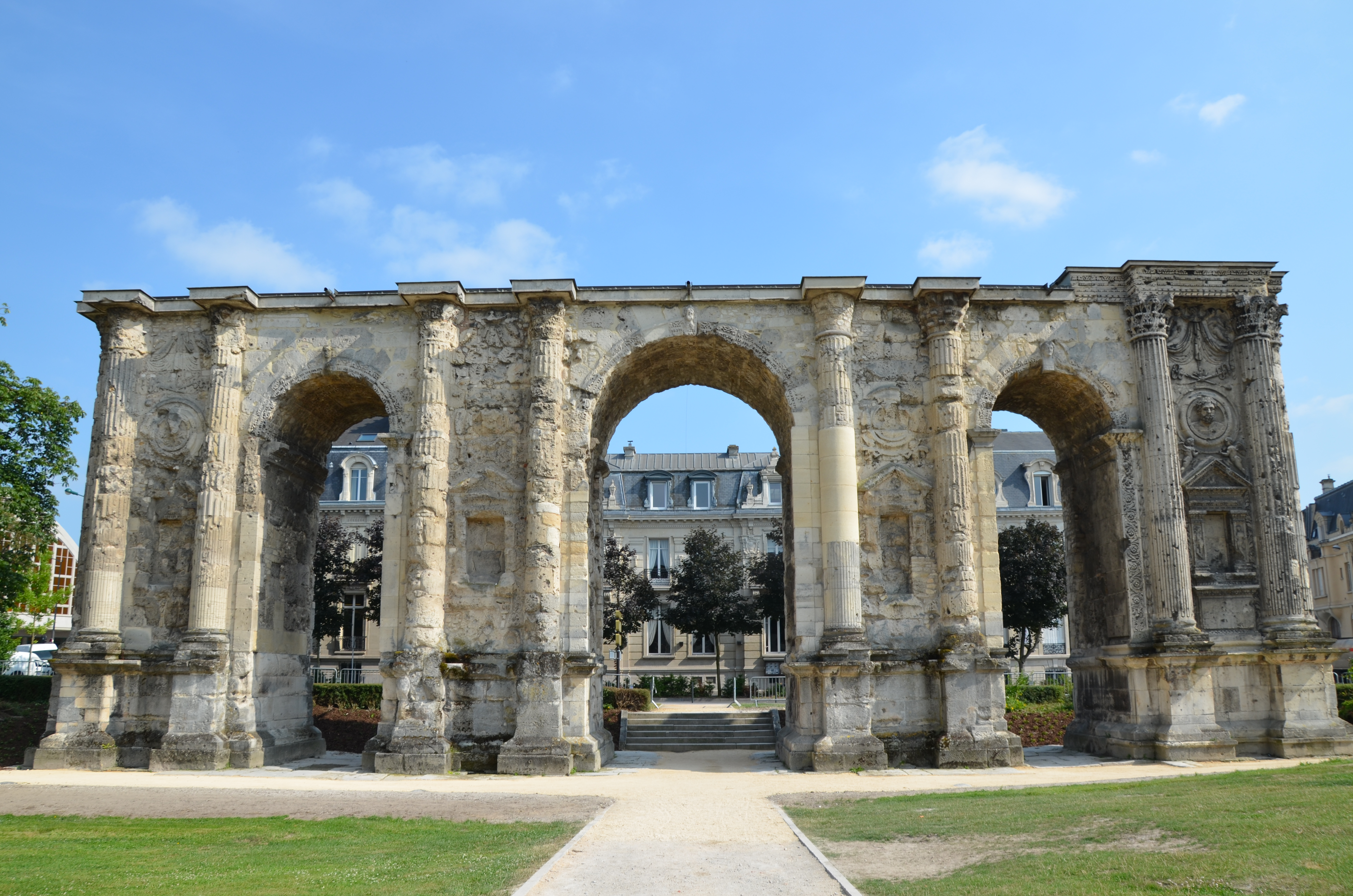
Марсовы ворота

На территории Реймса находится большое количество исторических памятников, классифицированных по соответствующим категориям, и в городе проводится активная политика сбережения своего материального и нематериального исторического достояния. Реймс заслуженно получил национальный статус Города искусств и истории.
Самый древний (III век н. э.) монумент города — Арка Марса (фр. la Porte de Mars), названные так в честь римского бога войны Марса, храм которого находился неподалёку. Сооружение представляет собой триумфальную арку шириной 33 метра и высотой 13 метров (три пролёта).

#### Религиозные достопримечательности

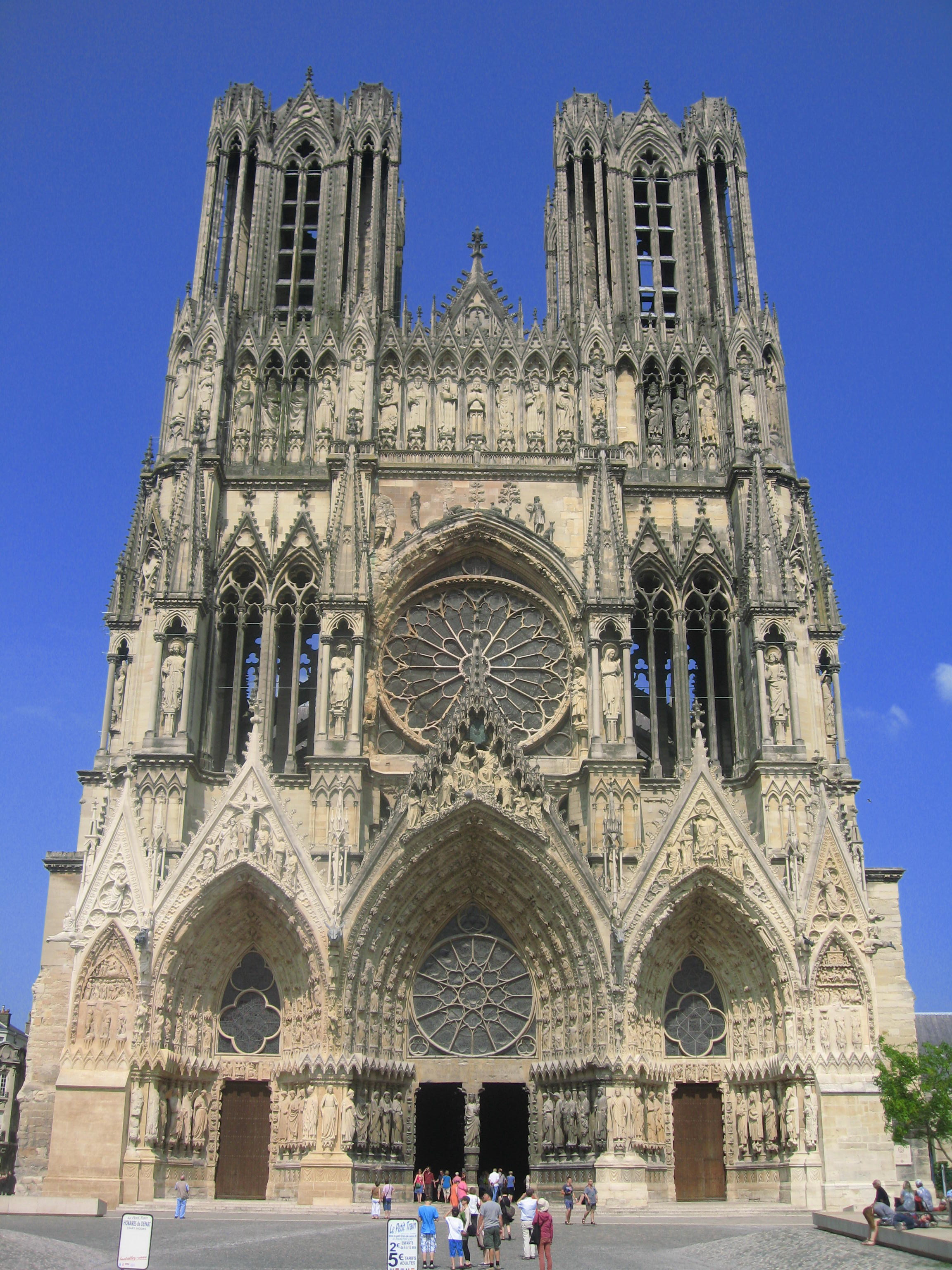
Главный фасад Реймсского собора

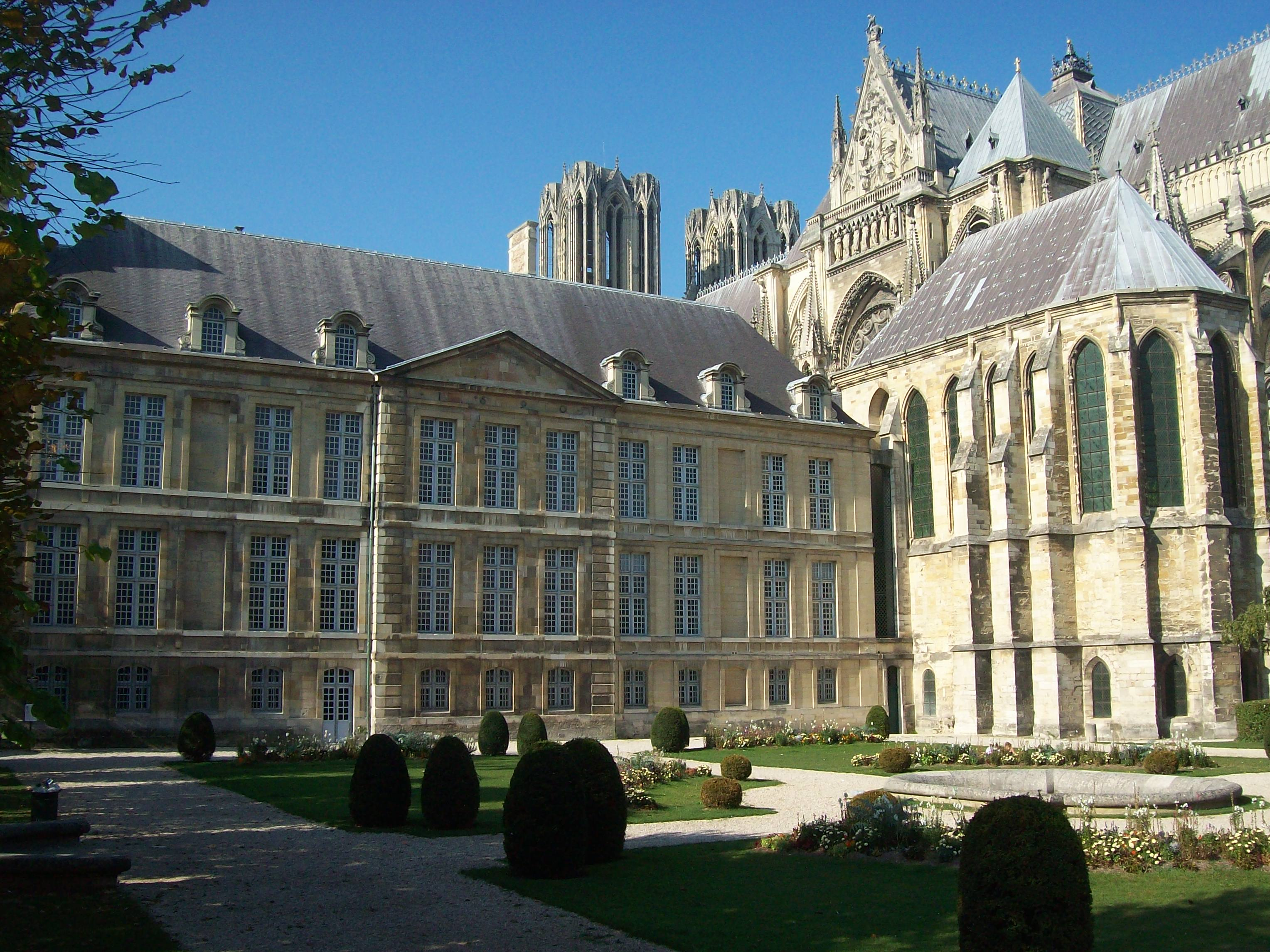
Вид на Дворец То из сада Анри Денё

Базилика Святого Ремигия

Три религиозных сооружения Реймса включены в список Всемирного наследия ЮНЕСКО начиная с 1991 года.
- Реймсский собор, на башни которого в 1999 году поднялось более 13 548 посетителей, был сооружён в XIII веке и служил местом коронации большей части королей Франции.
- Дворец То, бывшая резиденция архиепископов Реймса, где в преддверии коронационных торжеств останавливались многие французские короли. Построен на рубеже XV—XVI веков и перестроен сначала в эпоху Людовика XIV, а затем после пожара 19 сентября 1914 года.
- Примыкающее к базилике бывшее королевское аббатство Святого Ремигия, где хранилась Святая Стеклянница, миро которой использовалось в церемонии коронации королей Франции[45].

Другие примечательные религиозные сооружения:
- Базилика Святого Ремигия, построенная в 1007 году и отметившая своё тысячелетие[46] в 2007 году.
- Церковь Сен-Жак, единственная оставшаяся в Реймсе дореволюционная приходская церковь.
- Церковь Сен-Морис, старая часовня колледжа иезуитов.
- Бывший колледж иезуитов, сооружённый в XVII веке, классифицирован как исторический памятник (43 240 посетителей в 2002 году).
- Базилика Святой Клотильды.
- Часовня Фудзиты.

### Культурное наследие

#### Музеи

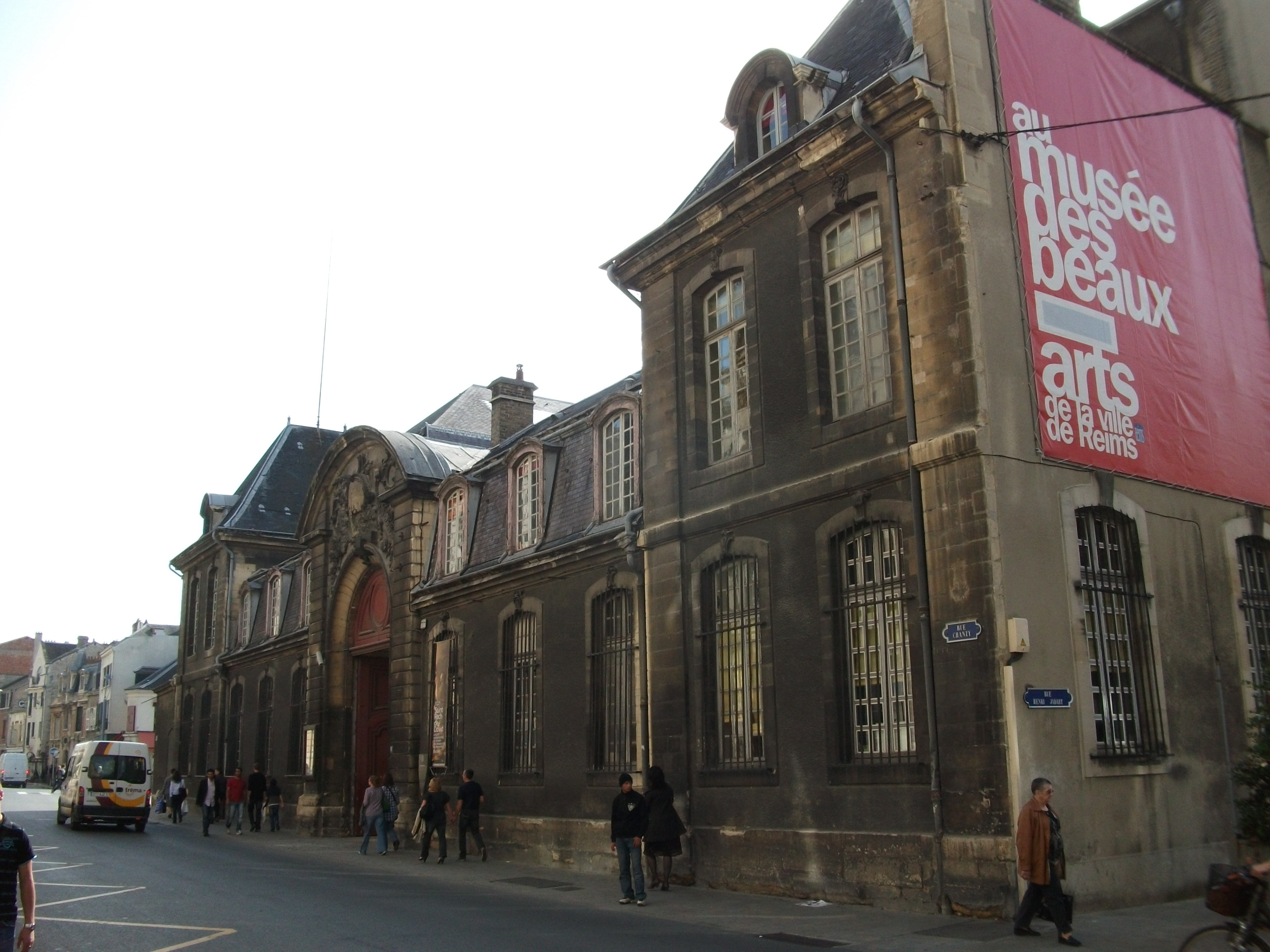
Реймсский музей изящных искусств

В Реймсе имеется несколько музеев. Самым старинным, вероятно, является Музей изящных искусств, что на улице rue Chanzy, основанный в 1794 году для экспозиции конфискованных во время революции ценностей. Перемещённый в здания бывшего аббатства Сен-Дени в 1908 году, он представляет коллекции, отражающие все главные направления в искусстве, существовавшие с XV по XX век.
По сей день в правом крыле старого здания колледжа иезуитов мэрия представляет работы Регионального фонда современного искусства (FRAC) региона Шампань — Арденны. Здесь представлена коллекция из более чем 600 работ современного искусства — живопись, фотографии, скульптуры, рисунки, видео- и аудиоработы.
Музей-особняк Ле Вержёр на площади place du Forum — это музей старого Реймса, в экспозиции которого представлены работы, датированные с времён античного мира по XX столетие, к примеру 50 гравюр Альбрехта Дюрера, предметы обстановки азиатского стиля XIX века из коллекции французского путешественника Гуго Крафта, бывшие прежде в собственности владельца особняка.
Музей Сен-Реми, расположенный на улице rue Simon в глубине старинного бенедиктинского аббатства, посвящён истории и археологии Реймса. Включённый в Список Всемирного наследия, примыкающий к кафедральному собору Дворец То даёт возможность узнать историю памятника и квартала, где он расположен. Здесь находится важная национальная коллекция, королевская сокровищница кафедрального собора, в которой представлено множество предметов, использованных в церемонии коронации короля Карла X.
Ещё одним историческим музеем является Музей капитуляции, в здании которого в понедельник 7 мая 1945 года в 2 часа 41 минуту был подписан Акт о капитуляции Третьего рейха.
Музей автомобилей в Реймсе, которым сейчас управляет ассоциация коллекционеров, имеет пятую по своей значимости коллекцию автомобилей во Франции, в которую включены экспонаты начиная с 1908 года и до наших дней, в том числе коллекция автомобильного дизайнера Филиппа Шарбонно. Особенно примечательны старые модели. Представлены в основном французские автомобильные марки, такие как Peugeot, Renault и Citroën. К 100-летию Первой мировой войны в музее подготовлена специальная экспозиция, посвящённая «такси на Марне», когда шофёры из Парижа занимались доставкой военных грузов и внесли свой вклад в остановке наступлений войск Кайзеровской Германии. Имеются разделы, посвящённые мопедам, мотоциклам и даже детским автомобилям.
Что касается астрономии, в Реймсе имеется единственный в регионе Шампань — Арденны планетарий, который ежегодно принимает свыше 27 000 посетителей.
В 5 километрах от Реймса находится памятное место времён Первой мировой войны — музей форта Помпелль. В этом месте сражались русские солдаты экспедиционного корпуса. В самом музее имеется русская экспозиция, где представлены документы, вооружение и униформа русских бригад. Перед зданием установлена памятная доска от зарубежных воинских организаций и развевается русский национальный флаг.
В музее Авиабазы 112 в коммуне Бетени представлена история развития авиации в Реймсе и его окрестностях.

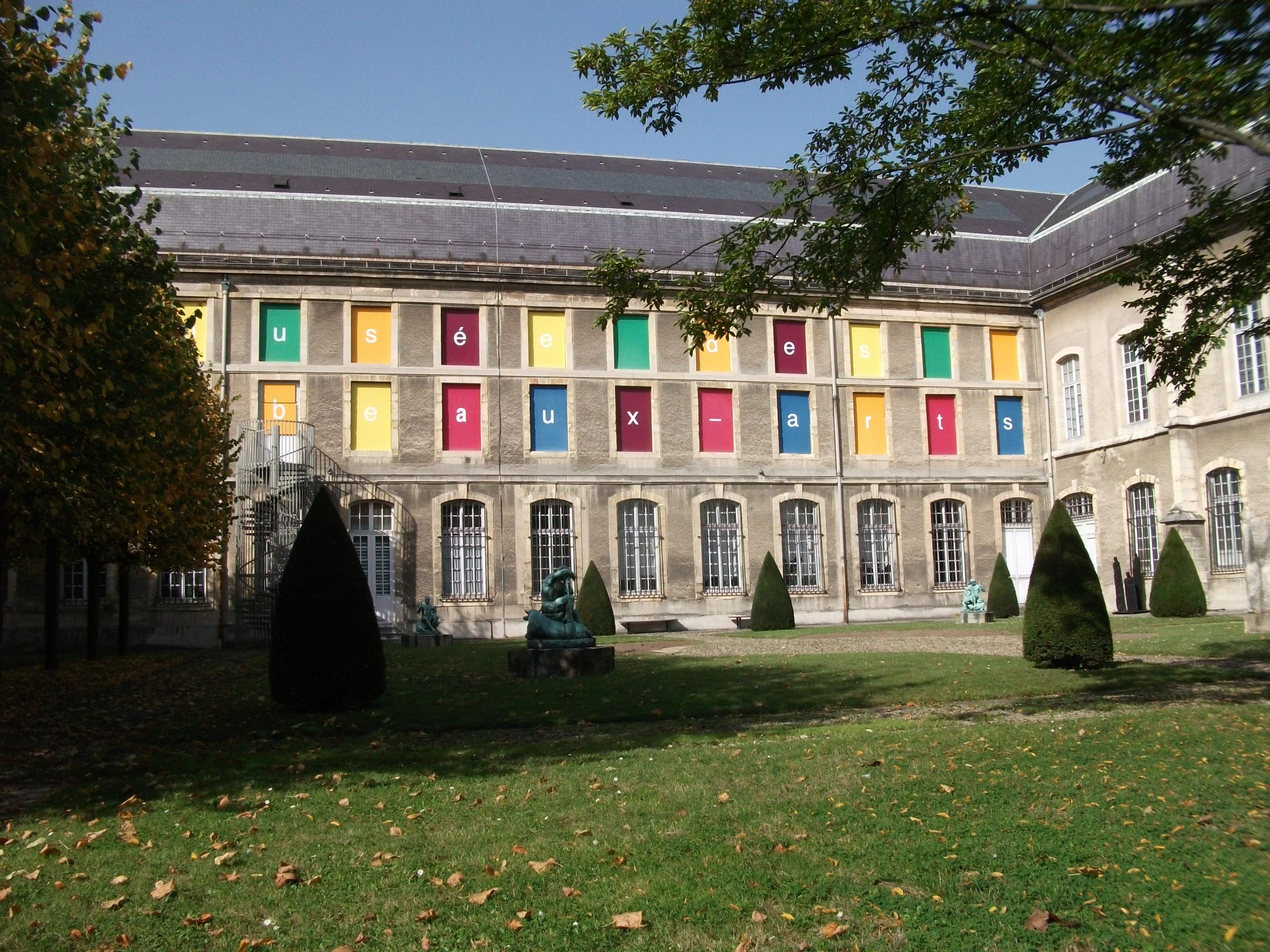
Сад в Музее изящных искусств
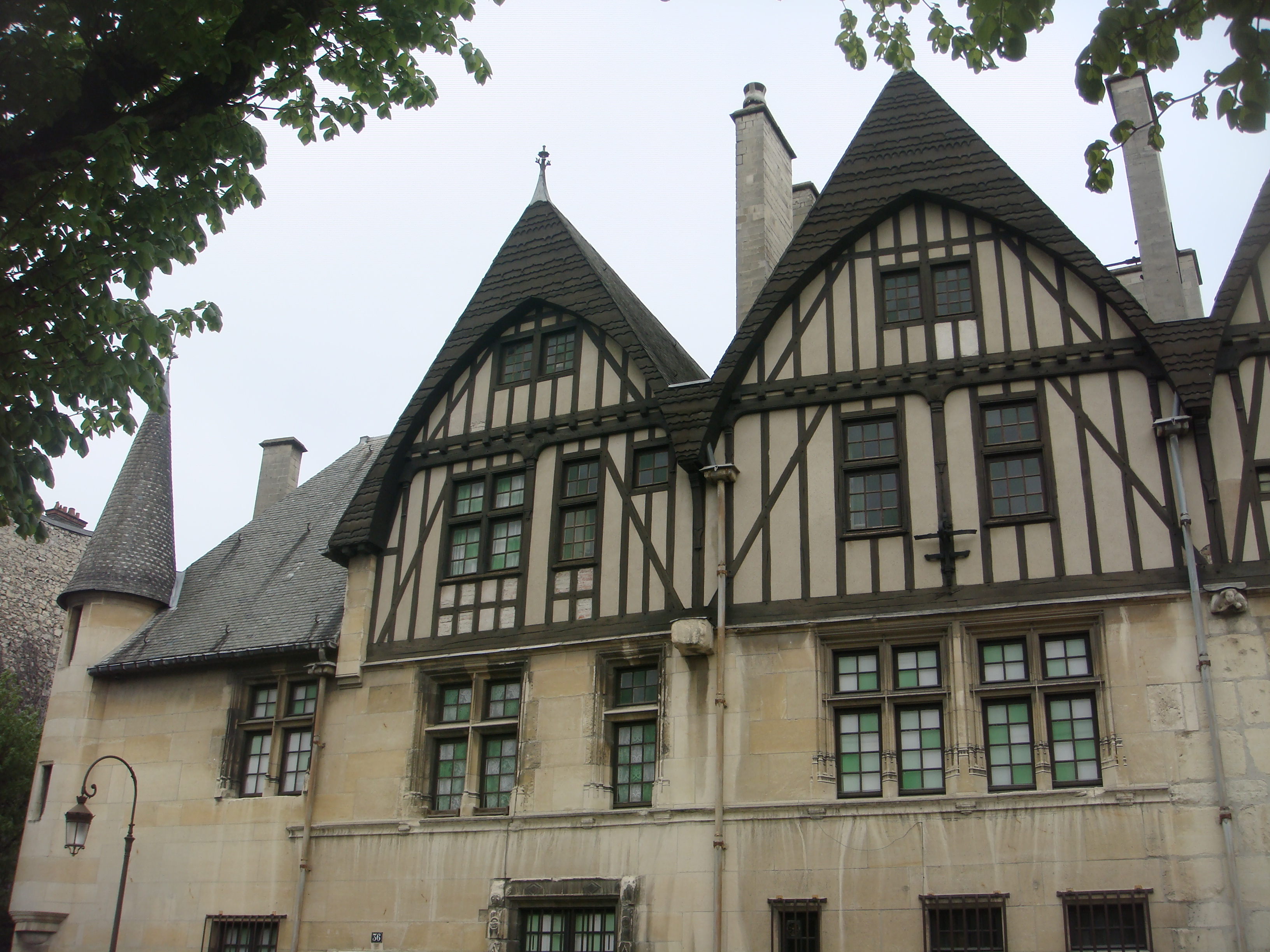
Музей-особняк Ле Вержёр
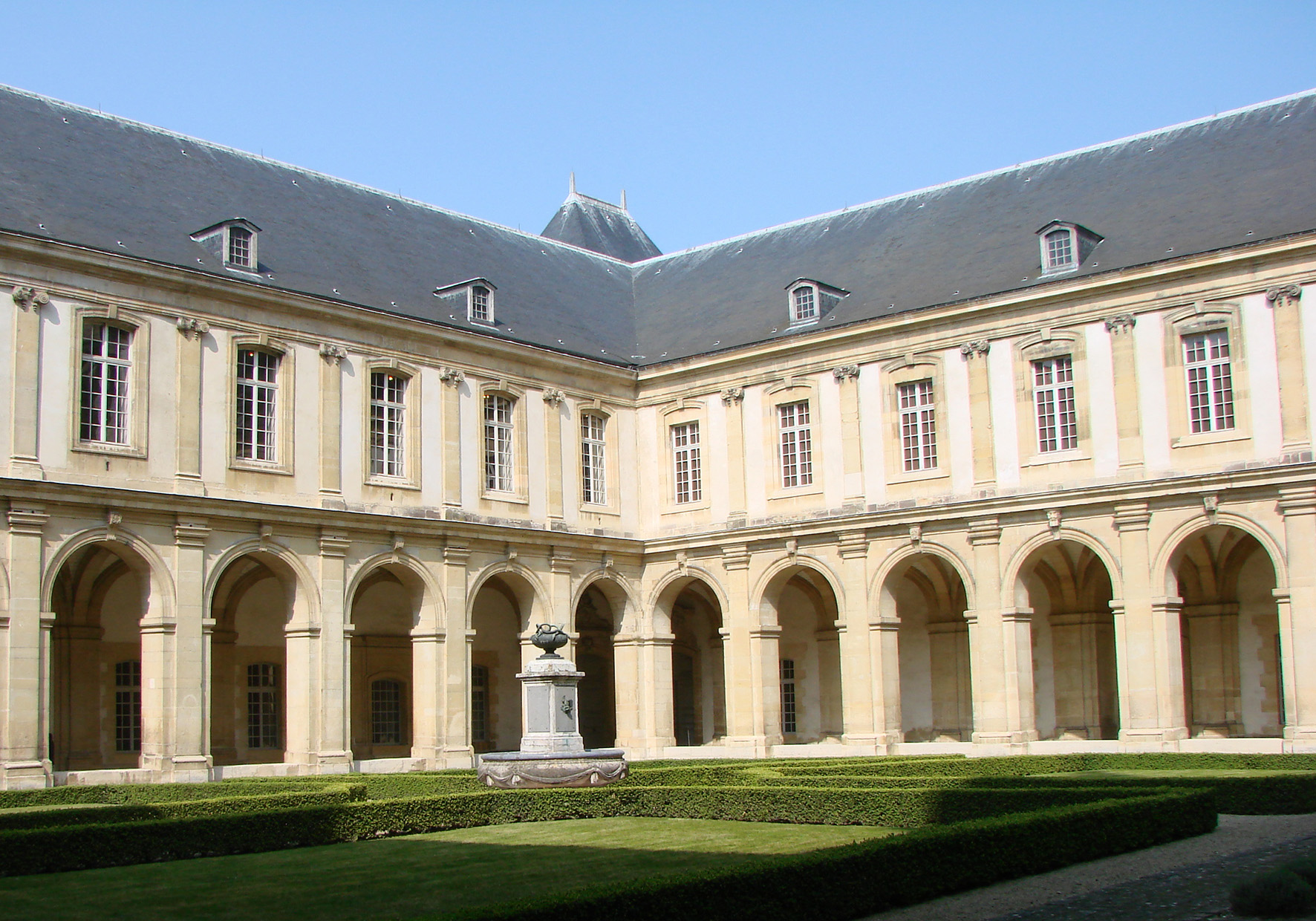
Внутренняя галерея Музея Сен-Реми
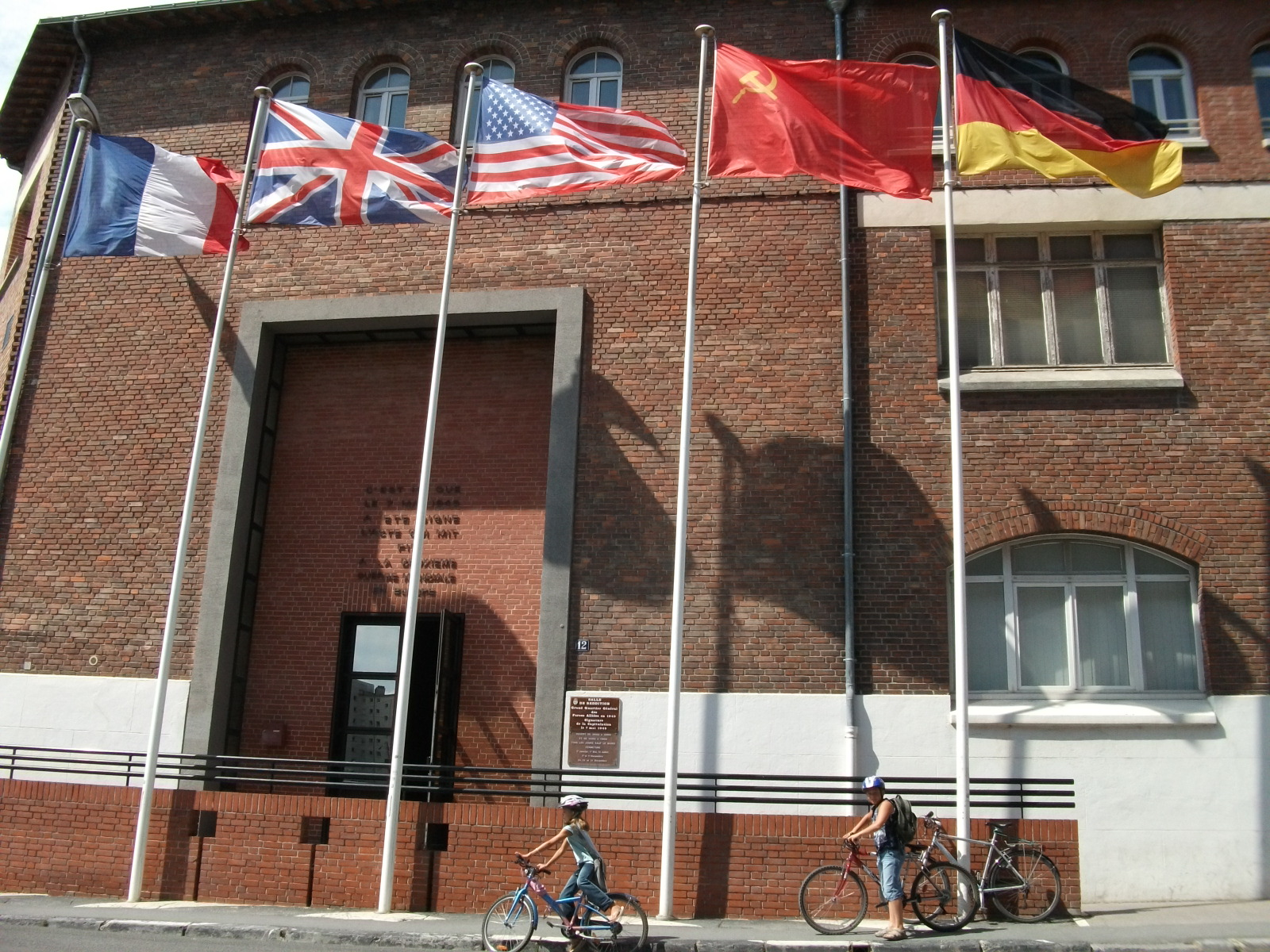
Вход в Музей капитуляции
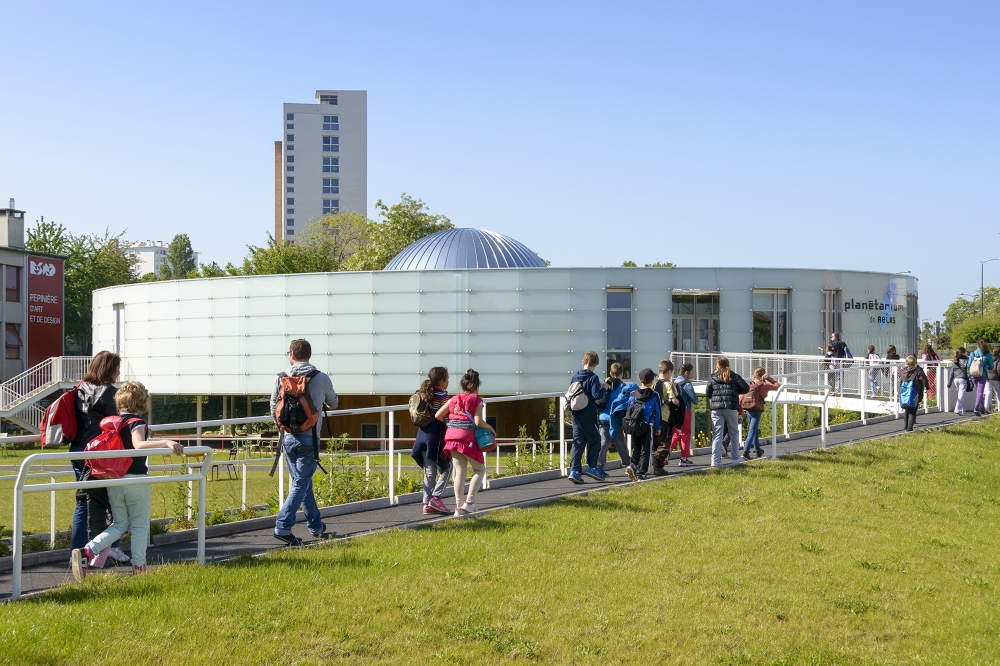
Планетарий
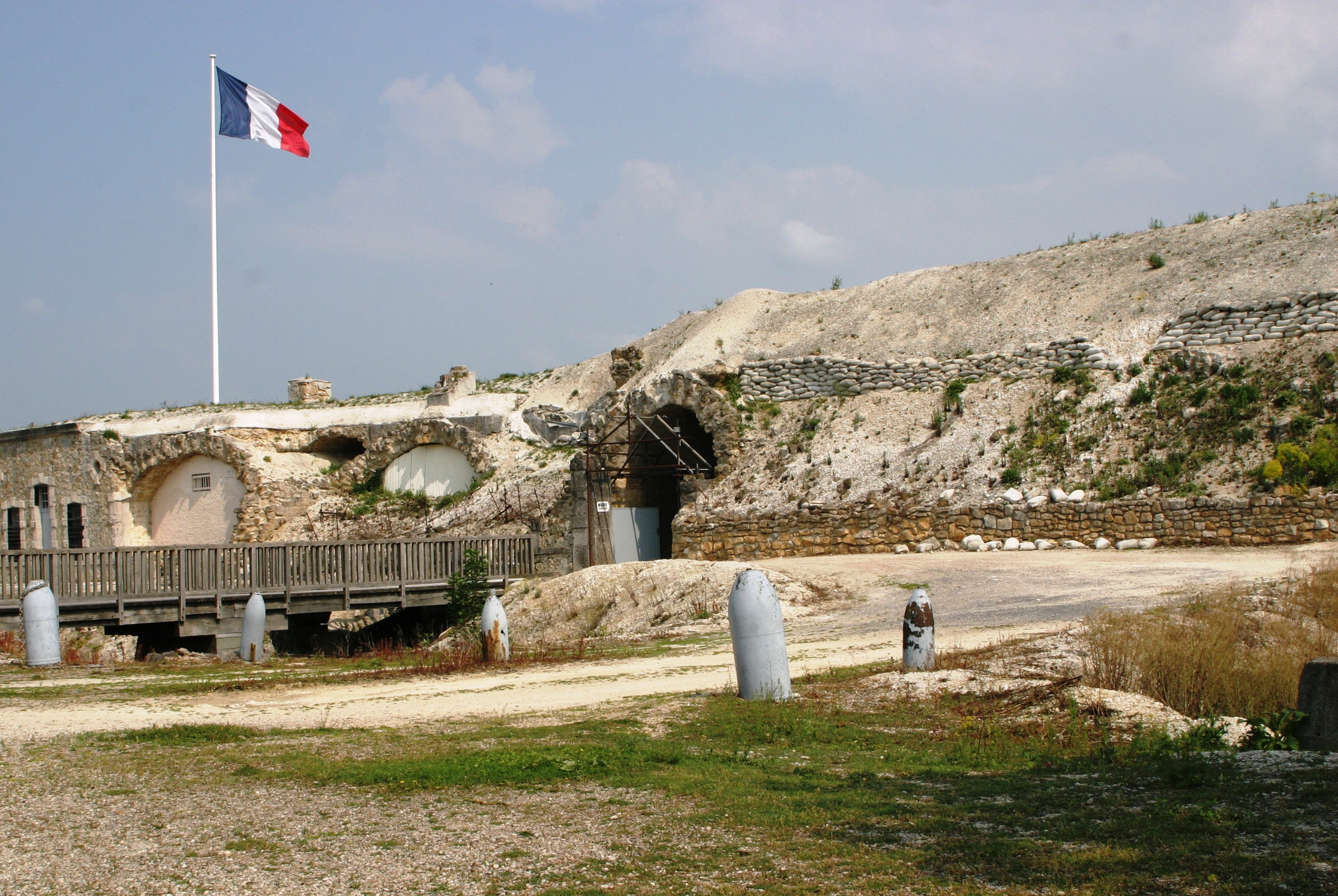
Форт Помпелль

#### Реймс в кино
Несколько кинофильмов (или отдельных сцен) было снято в Реймсе и его окрестностях:
- Мужчина и женщина (1966 год) режиссёра Клода Лелуша, с Анук Эме и Жан-Луи Трентиньяном в главных ролях. В середине картины показано несколько сцен старта локального этапа Ралли Монте-Карло, в конце 1965 года, по всей вероятности на бульваре boulevard de la Paix.
- Скандал (1967 год) режиссёра Клода Шаброля, с Морисом Роне и Энтони Перкинсом в главных ролях. Винные погреба, где снимался фильм, принадлежали компании Pommery (сейчас Vranken-Pommery) в Реймсе.
- Королева Марго (1994 год) режиссёра Патриса Шеро. Съёмки фильма проходили в библиотеке старого колледжа иезуитов.
- Возлюбленные (2011 год) режиссёра Кристофа Оноре, с Кьярой Мастроянни и Катрин Денёв в главных ролях. Съёмки ленты частично проходили на железнодорожном вокзале Реймса и на Северном кладбище города.

### Фестивали и культурные мероприятия
Реймс принимает участие в национальных культурных проектах Ночь музеев, Европейские дни культурного наследия, День музыки или Лето в кинотеатре.
Каждый май в городе проходит фестиваль Brut de scène, где свои достижения представляют любительские театры.
Начиная с 2003 года проходит фестиваль электронной музыки Elektricity.
Каждый июнь множество гостей приезжает в Реймс в дни Фестиваля Жанны д’Арк, а также в дни международного фестиваля Les Sacres du Folklore, который каждый год представляет десяток фольклорных танцевальных или музыкальных коллективов со всех уголков мира (проходит начиная с 1981 года).
В ноябре проходит Джазовый фестиваль в Реймсе.

### Природные достопримечательности

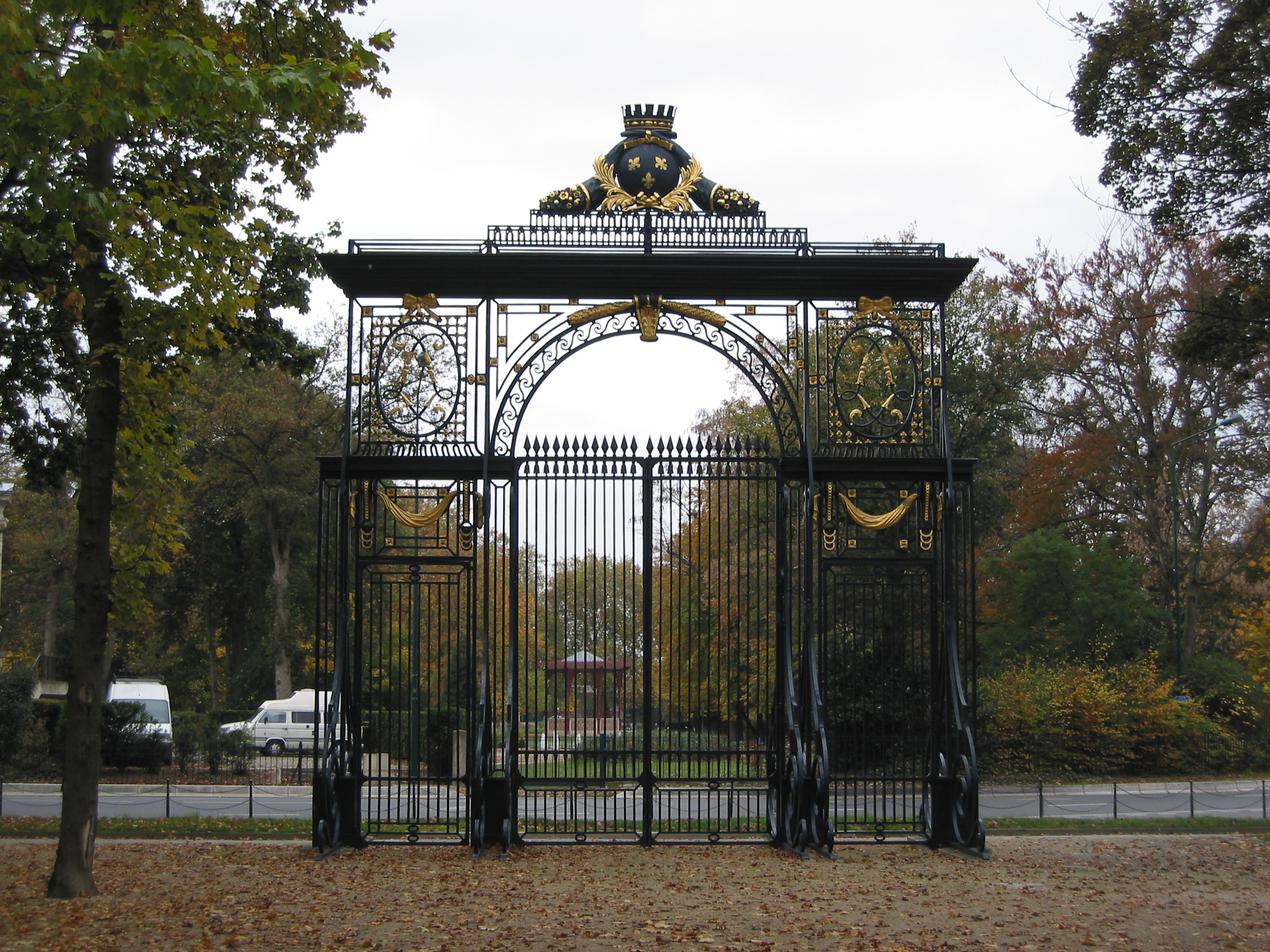
Врата в парижском стиле в парк Patte d’Oie

В Реймсе находится 82 парка и 14 детских игровых площадок, по совокупности занимающих более 220 гектаров.
Три сада в Реймсе имеют национальную классификацию выдающийся сад (фр. Jardin remarquable):
- Сад растений Пьера Шнайтера[62] (бульвар Луи-Рёдерера),
- Сад холмов Сен-Никез[63] (бульвар Дианкур),
- Парк Шампань (ранее парк Поммери)[64] (проспект Женераль Жиро).

Посетители могут воспользоваться пятью пешими маршрутами, один из которых посвящён деревьям, растущим в Реймсе.

### Гастрономия

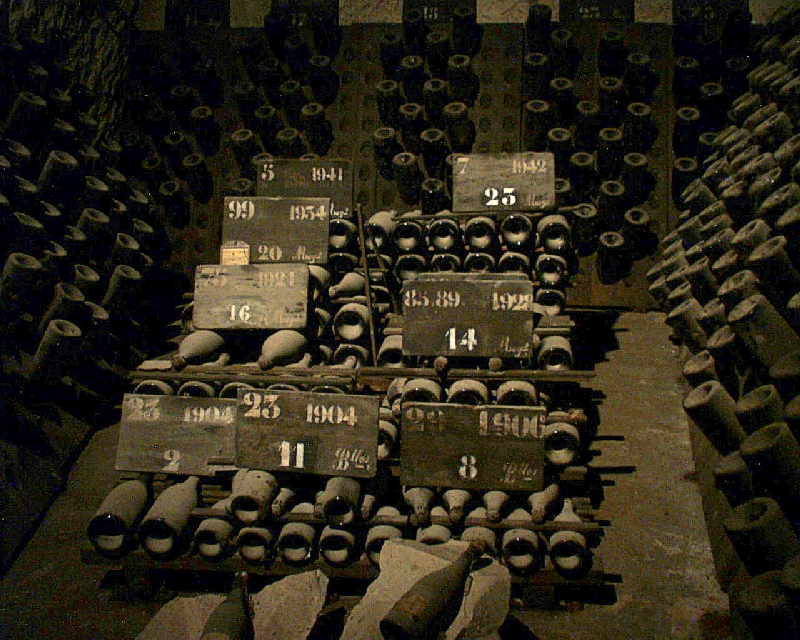
Бутылки шампанского в винном подвале Реймса

Знаковым продуктом всего региона Шампань — Арденны является, конечно же, игристое вино — шампанское. Реймс, вместе с городом Эперне, является деловым центром отрасли шампанского виноделия. Хотя в городской черте Реймса находится сравнительно мало виноградников, примерно 50 гектаров, в городе расположено множество винодельческих домов шампанских вин, которые обладают виноградниками за пределами города, в частности в винодельческом районе Монтань-де-Реймс (фр. Montagne de Reims). Представленные в Реймсе дома шампанских вин экспортируют ежегодно как минимум 80 миллионов бутылок вина. Из числа «Великих домов шампанских вин» в Реймсе находятся: Henri Abelé, группа LANSON-BCC, Charles De Cazanove, G.H. Martel & Co, Mumm, Henriot, Krug, Louis Roederer, Piper-Heidsieck, Charles Heidsieck, Ruinart, Taittinger, Veuve Clicquot и Pommery. В Реймсе также расположен Союз винодельческих домов Шампани, самое старое общественное объединение виноделов Шампани. Под городом находится свыше 250 километров винных подвалов. В округе Реймса также производится неигристое вино под АОС маркой Coteaux Champenois.

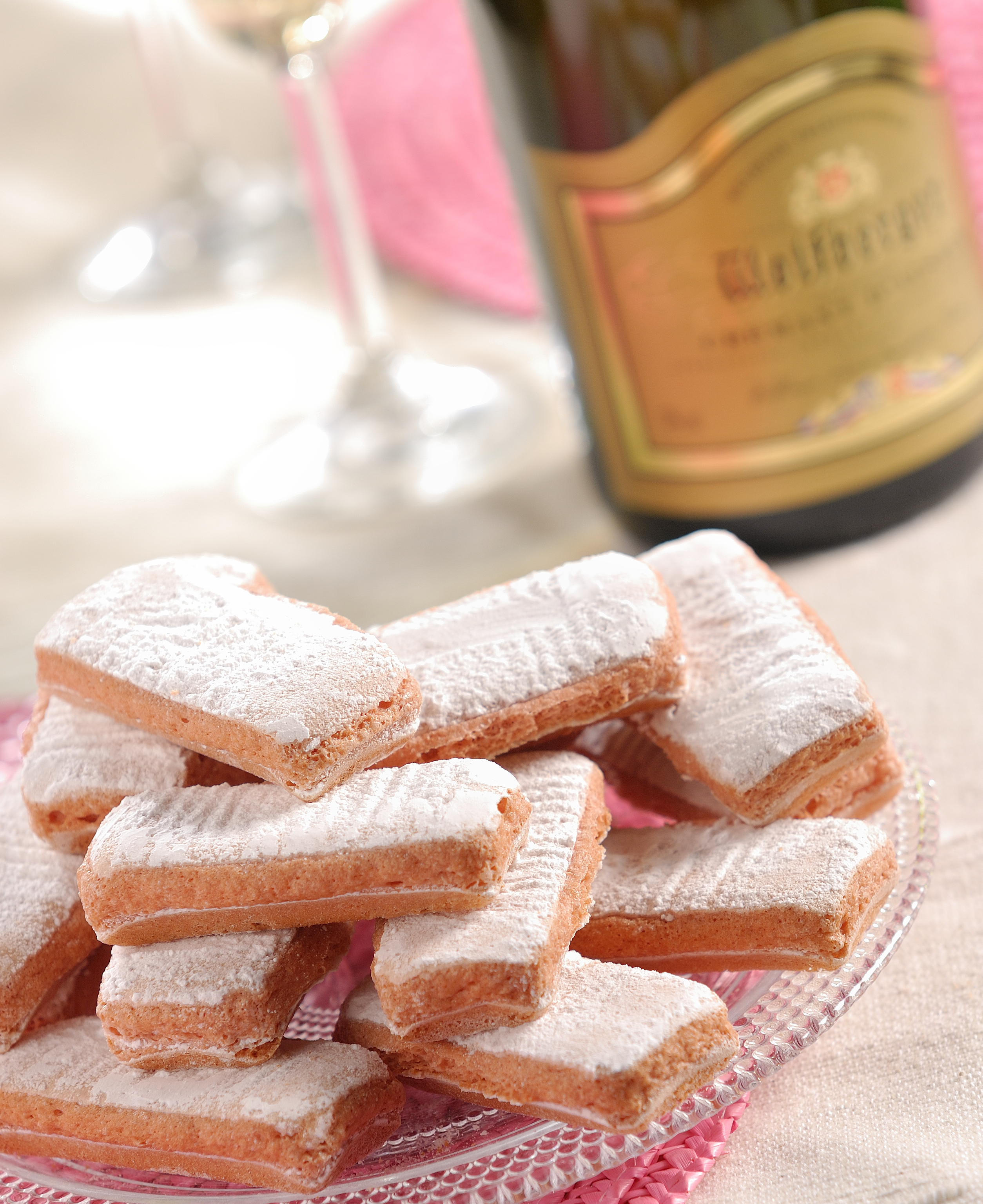
Реймсское розовое печенье

Наряду с шампанским, гастрономической эмблемой Реймса является розовое печенье. Рецепт его приготовления был придуман около 1690 года, когда реймсскому булочнику пришла в голову идея выпекать тесто дважды. Он ароматизировал печенье при помощи ванили, а розовый цвет, который требовался, чтобы скрыть чёрные частички ванильных стручков, получался благодаря красителю кармину. По традиции печенье опускают в бокал с шампанским. Половину всего производимого розового печенья выпекает компания Maison Fossier, а другую половину в совокупности выпекают мелкие булочные и кондитерские Шампани. Реймс славится давними кондитерскими традициями и в числе оригинальных реймсских изделий можно назвать крокиньоль, который выпекается в Реймсе с эпохи средневековья, марципаны и прочее.
Среди кондитерских изделий также следует упомянуть оригинальные пряники ноннетт, которые пекут в Реймсе ещё с XVI века. В то время реймсские хлебопекари имели собственную гильдию, отличную от гильдии булочников и кондитеров. В Энциклопедии 1783 года реймсские пряники названы самыми уважаемыми. В оригинальный рецепт входила ржаная мука, мёд, немного корицы и перца. Несмотря на конкуренцию с дижонским пряником, которая усилилась в XIX веке, реймсский пряник производился и потреблялся в значительных объёмах вплоть до середины XX века. После Второй мировой войны производство пряников в Реймсе пошло на спад и сейчас практически прекратилось.
Во Франции горчицу производят не только в Дижоне. В Реймсе её готовят на основе реймсского уксуса и пряностей. В XIX веке горчица из Реймса «очень уважалась среди знатоков». В наши дни реймсскую горчицу производит только дом Charbonneaux-Brabant, под торговой маркой Clovis. Также это единственное предприятие в наши дни, постоянно производящее реймсский уксус. Особенность реймсского уксуса заключается в том, что его производят из выжимок, извлекаемых при дегоржировании вина перед вторичным брожением. Этот уксус отличается янтарным цветом.
Что касается мясных изделий, региональной особенностью является реймсская ветчина. Знаменитый теоретик французской кухни Жозеф Фавр считал её одной из лучших ветчин Франции, наряду с байоннской ветчиной.

## Города-побратимы
- Флоренция (итал. Firenze), Италия
- Браззавиль (фр. Brazzaville), Республика Конго
- Кентербери (англ. Canterbury), Великобритания
- Зальцбург (нем. Salzburg), Австрия
- Аахен (нем. Aachen), Германия
- Арлингтон (Виргиния) (англ. Arlington), Соединённые Штаты Америки
- Кутна Гора (чеш. Kutná Hora), Чехия